# Adolph von Spiegel-Borlinghausen
Freiherr Adolph Theodor von Spiegel-Borlinghausen und zu Peckelsheim (* 1. November 1792 in Schloss Borlinghausen im Hochstift Paderborn; † 26. April 1852 in Sigmaringen) war zunächst Offizier im Dienst des Königreichs Westphalen und später Preußens. Danach war er preußischer Beamter.

## Familie
Er stammte aus der westfälischen Uradelsfamilie von Spiegel mit Schwerpunkt im Hochstift Paderborn. Die Genehmigung zur Fortführung des Freiherrentitels erhielt er von den preußischen Behörden 1847. Sein Vater war Karl Franz Theodor von Spiegel. Die Mutter war Maria Franziska (geb. von Westphalen zu Heidelbeck). Er selbst heiratete 1833 Wilhelmine Franziska von Spiegel (geb. von Vagedes), die Witwe seines Bruders. Er übernahm den Grundbesitz seiner Familie.

## Militärische Karriere
Von Spiegel war 1803/04 Fähnrich im Dienst des Fürstentums Waldeck. Danach besuchte er das Lyzeum in Kassel und wurde 1808 erster Page am Hofe des Königs von Westphalen, Jérôme Bonaparte. Später trat er in den Militärdienst des Königreichs ein. Er war 1810 Premierleutnant im 2. Westphälischen Husaren-Regiment und 1811 beim Garde-Chevaux-legers-Regiment. Er machte 1812 den Feldzug nach Russland mit und wurde 1813 zum Rittmeister befördert. Im Jahr 1814 nach der Inbesitznahme des ehemaligen Hochstifts Paderborn durch Preußen wurde sein militärischer Rang bestätigt und von Spiegel wurde zum Chef der 2. Eskadron im 15. Landwehr-Regiment ernannt. Im Jahr 1829 trat er aus dem aktiven Militärdienst aus.

## Staatsdienst
Im Jahr 1831 wurde er einstimmig zum ersten Kandidaten für das Amt des Landrates des Kreises Paderborn gewählt. Daraufhin legte er die entsprechende Prüfung ab und wurde 1832 zum Landrat ernannt. Er wechselte bereits 1834 als Vizepräsident an die Regierung in Koblenz. Ab 1837 war er Regierungspräsident in Düsseldorf. Bereits im August 1848 wurde erwogen, ihn zu pensionieren oder nach Arnsberg zu versetzen. Am 3. November 1849 wurde von Spiegel in den einstweiligen Ruhestand versetzt. Im Jahr 1850 wurde er mit der Inbesitznahme der Fürstentümer Hohenzollern-Hechingen und Hohenzollern-Sigmaringen beauftragt. Im Jahr 1852, seinem Todesjahr, wurde er aus dem Staatsdienst entlassen.